# Parabole du lis

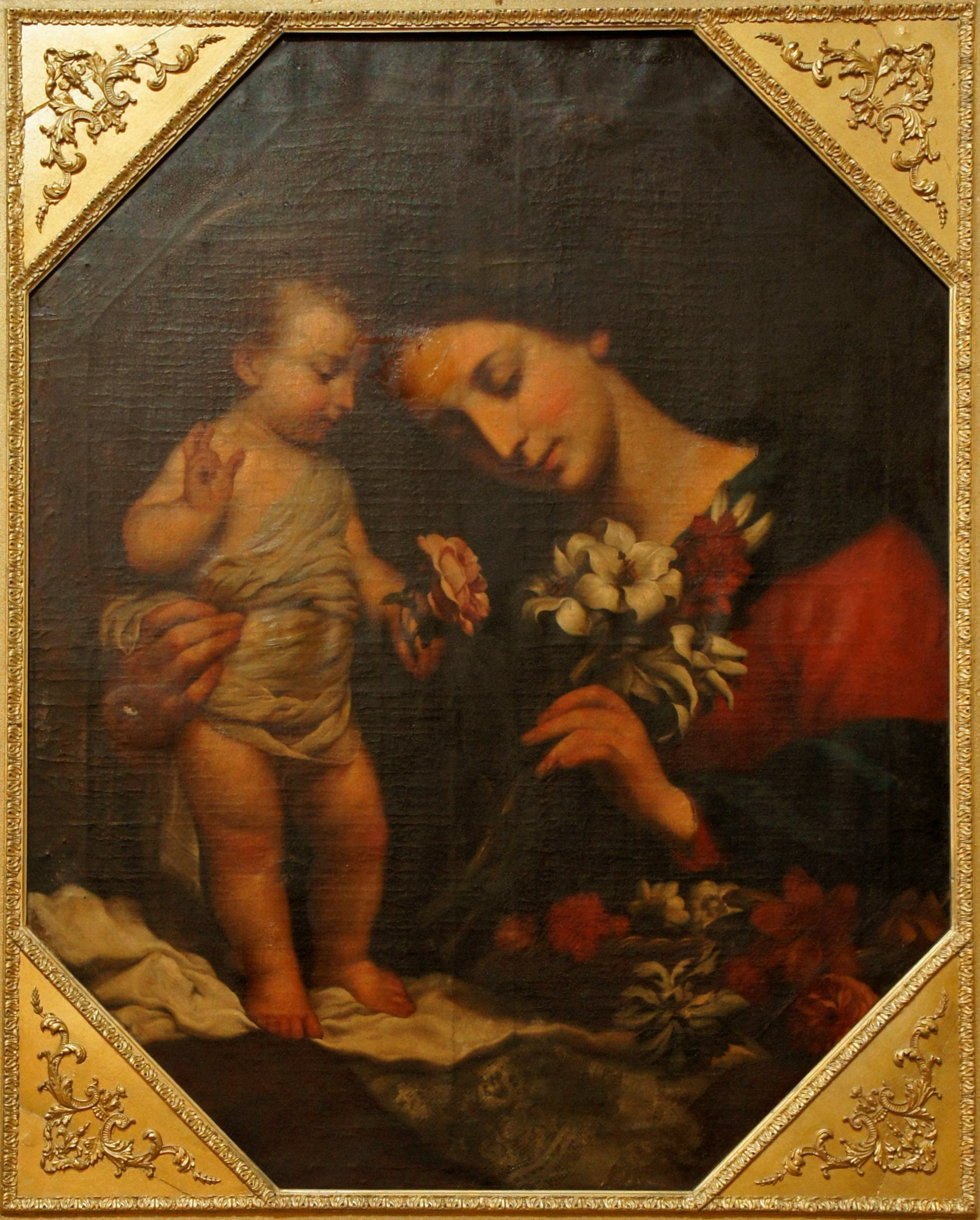
La Vierge aux lys, dans une abbaye des Ardennes, France.

Le Lis est une parabole de Jésus-Christ retranscrite dans l'Évangile selon Matthieu. Elle décrit la générosité divine pour les peuples s'attachant aux valeurs données par Dieu. Elle rappelle le psaume 34, verset 10: Mais ceux qui cherchent l'Éternel ne sont privés d'aucun bien.

## Texte

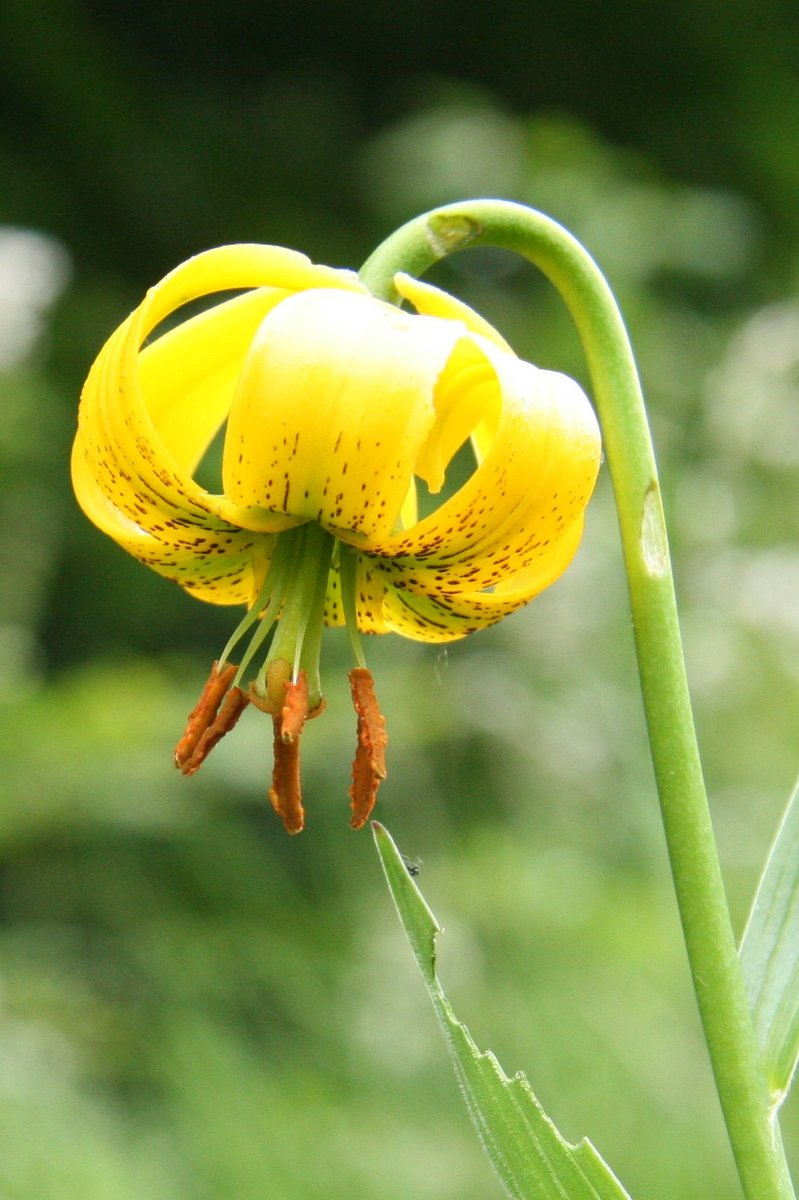
Un lis ou Lilium carniolicum.

« Et pourquoi vous inquiéter au sujet du vêtement ? Considérez comment croissent les lis des champs : ils ne travaillent ni ne filent ; cependant je vous dis que Salomon même, dans toute sa gloire, n'a pas été vêtu comme l'un d'eux. Si Dieu revêt ainsi l'herbe des champs, qui existe aujourd'hui et qui demain sera jetée au four, ne vous vêtira-t-il pas à plus forte raison, gens de peu de foi ? Ne vous inquiétez donc point, et ne dites pas : Que mangerons-nous ? Que boirons-nous ? De quoi serons-nous vêtus? Car toutes ces choses, ce sont les païens qui les recherchent. Votre Père céleste sait que vous en avez besoin. Cherchez premièrement le royaume et la justice de Dieu ; et toutes ces choses vous seront données par-dessus. Ne vous inquiétez donc pas du lendemain ; car le lendemain aura soin de lui-même. À chaque jour suffit sa peine. »

— Évangile selon Matthieu, chapitre 6, versets 28 à 34. Traduction d'après la Bible Louis Segond.

## Interprétation
- Jean Chrysostome, dans son homélie XXII consacrée à cette parabole, dit:

« Que si Dieu donne à ces herbes ce qui ne leur était point nécessaire, puisque cet éclat qu’elles ont ne sert nullement à nourrir le feu qui les brûle ; comment vous refuserait-il à vous ce qui vous est nécessaire ? Après avoir paré les moindres choses de tant d’ornements superflus, seulement pour montrer sa toute-puissance, comment vous négligerait-il, vous, qui êtes le chef-d’œuvre de ses créatures ? Comment vous refuserait-il ce qui vous est nécessaire pour le soutien de la vie ? Après donc qu’il a ainsi montré aux hommes jusqu’où s’étend sa providence, il juge à propos de les réprimander, mais il ne le fait qu’avec beaucoup de retenue, et au lieu de les appeler des gens sans foi, il se contente de les appeler des hommes de petite foi. »

— Homélie XXII de Jean Chrysostome, paragraphe 1 
- Simone Weil, philosophe française, révèle son mysticisme chrétien et sa recherche passionnée de la justice sociale.

La grâce de la beauté

« Le Christ nous a proposé comme modèle la docilité de la matière en nous conseillant de regarder les lis des champs qui ne travaillent ni ne filent. C'est -à-dire qu'ils ne se sont pas proposé de revêtir telle ou telle couleur, ils n'ont pas mis en mouvement leur volonté ni disposé des moyens à cette fin, ils ont reçu tout ce que la nécessité naturelle leur apportait. S'ils nous paraissent infiniment plus beaux que de riches étoffes, ce n'est pas qu'ils soient plus riches, c'est par docilité.

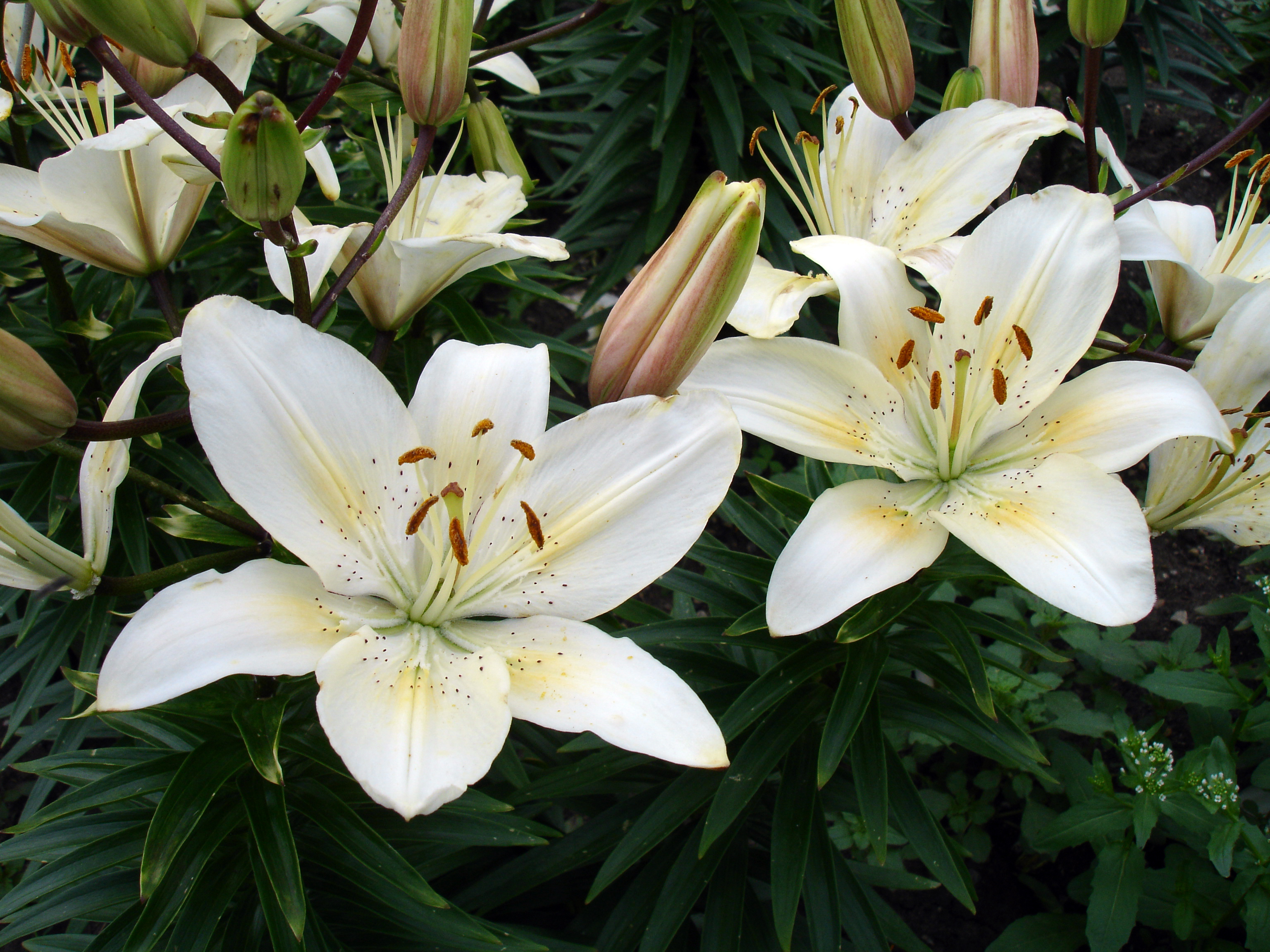
Des lys blancs.

Dieu a créé l'univers, et son Fils, notre frère premier-né, en a créé la beauté pour nous. La beauté du monde, c'est le sourire de tendresse du Christ pour nous à travers la matière. Il est réellement présent dans la beauté universelle. L'amour de cette beauté procède de Dieu descendu dans notre âme et va vers Dieu présent dans l'univers. »

— Simone Weil. Attente de Dieu, Paris, Fayard, 1996, p. 86 et 112.